# 陈黯隐居石室
24°28′5″N 118°6′19″E / 24.46806°N 118.10528°E
陈黯隐居石室位于中国福建省厦门市思明区梧村街道金榜山社区金榜山北侧山腰（金榜公园内），“玉笏”石下方，是厦门市第一批文物保护单位之一。
金榜山海拔高度51米，又称场老（陈黯号）山。遗址系由巨石互为倚叠而形成的天然洞室，洞口朝西北，面宽约6.5米，进深约11米，洞内最高处为4.5米。所在地管辖的街道与社区地处思明区的中部，四周地形原为丘陵。遗址位于金榜山山腰巨石下，自山下有道路通往石室，附近无建筑。

## 历史

### 人物
陈黯（约805年－870年），字希儒，祖籍河南颍川。是唐代徙居厦门岛“南陈北薛”中陈氏家族名人之一。著作有《裨正书》三卷，《颍川先生集》五卷。
陈黯从小聪明异常，10岁能诗文，13岁罹患天花病，成了麻脸。他曾拜见清源县令，县令戏弄其脸有痘癍：“君藻才花貌，应作诗自诩。”陈黯随即应道：“玳瑁应难比，斑犀岂不加。天嫌未端正，满面与装花。”该诗载于《全唐诗》中，题为《自咏豆花》。
陈氏自唐会昌至咸通年间屡次应试落第多达18次。唐乾符元年（874 年）春，因儿孙婚事到厦门，事毕即隐居此石室。晚年，陈黯在此地吟诗作赋，休闲垂钓，亦面向附近儿童教书。他屡试不第，故自号“场老”（科场老手）。陈黯葬于东坪山，其墓一同列入厦门市第一批文物保护单位。

### 影响
陈黯逝后，金榜山吸引了张翥、朱熹、陈献章、丁一中、刘存德等后世名士前来寻访，缅怀凭吊，题诗作记。
其中张翥有诗云:190：
|  | 衣冠陳氏族，桃李薛公園。場老遺文古，岩僧舊跡存。苔磯荒磧岸，金榜勒瑤琨。已憐松特異，尤喜石能翻。 |

《厦门志》中留有署名为朱熹的七律诗《金榜山》：
|  | 陳場老子讀書處，金榜山前石室中。人去石存猶昨日，鸞啼花落幾春風。 藏修洞口雲空集，舒嘯岩幽草自茸。 應喜斯文今不泯，紫陽秉筆紀前功。 |

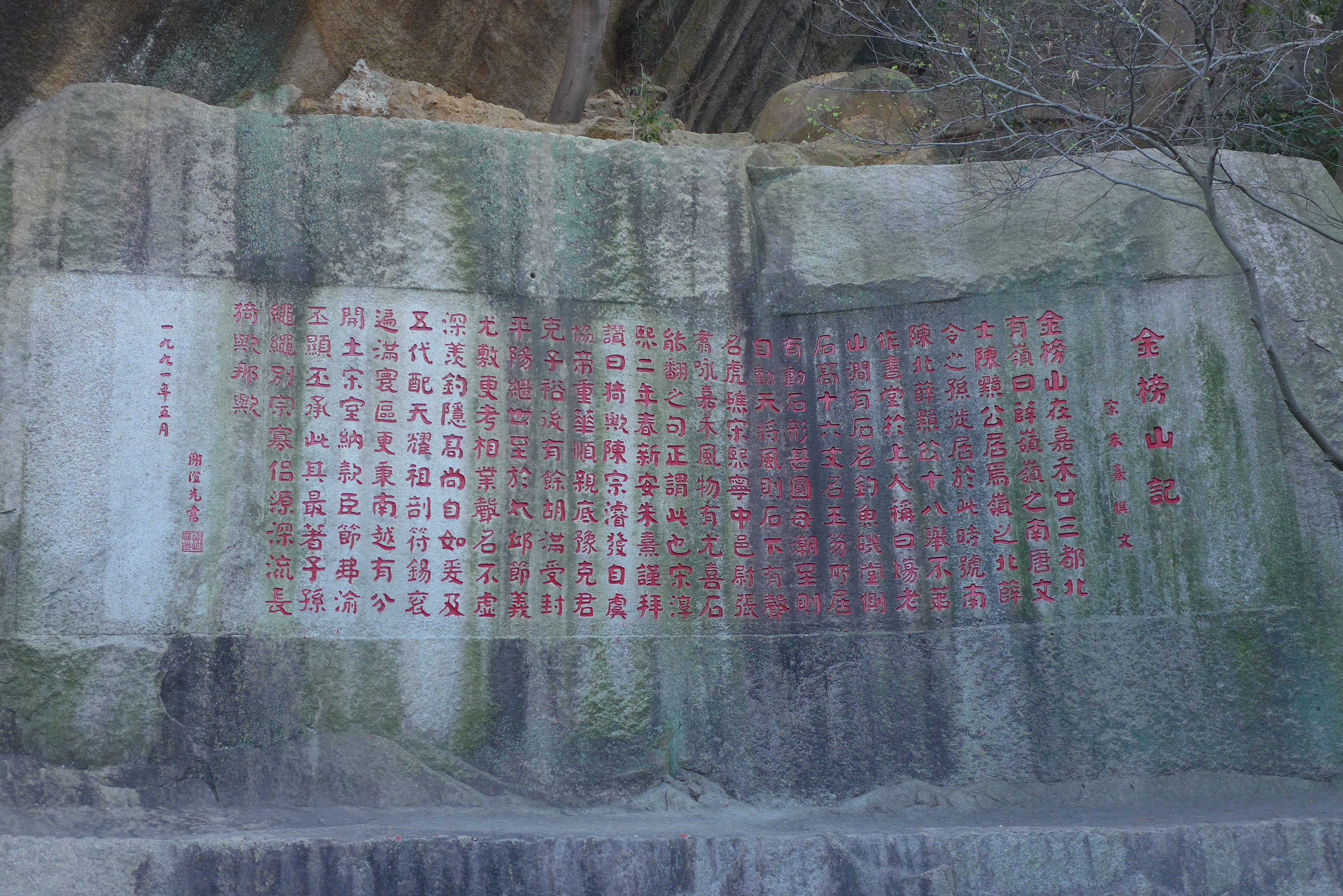
署名为朱熹的《金榜山记》

及《金榜山记》。该文由现代书法家谢澄光书，新刻在石室附近的石壁
金榜山，在嘉禾二十三都。北有嶺，曰薛嶺。嶺之南，唐文士陳黯公居焉；嶺之北，薛令之孫徙居於此。時號南陳北薛。
黯公十八舉不第，作書堂於上，人稱曰場老。山澗有石，名釣魚磯；堂側石高十六丈，名玉笏。所居有動石，形甚圓，每潮至則自動；天將風，則石下有聲，名虎礁。宋寧熙中，邑尉張翥詠嘉禾風物，有“尤喜石能翻”之句；正謂此也。

宋淳熙二年春，新安朱熹謹拜贊曰：猗歟陳宗！浚發自虞。協帝重華，順親底豫。克君克子，裕後有餘。胡滿受封，平陽繼世；至於大邱，節義尤敷。更考相業，聲名不虛；深羨釣隱，高尚自如。爰及五代，配天耀祖；剖符錫袞，遍滿寰區。更秉南越，有分開土；宋室納款，臣節弗渝。丕顯丕承，此其最著。子孫繩繩，別宗寡侶；源深流長，猗歟那歟！
《嘉禾名胜记》载金榜山上还有“场老迎仙”等字，世传为朱熹遗笔:78。
明诗人丁一中留有两首五绝：
|              | 麗日明金榜，春風掃玉台；舊迎仙子駕，今複令威來。 |
| ——《金榜山》 |                                                  |

第二首中的“钓矶”原位于海边，即陈黯垂钓处:78。民国时“矶在田中”:190。今已不存
|            | 當年垂釣者，終古坐寥廓；借問任公鰲，何如令威鶴？ |
| ——《釣磯》 |                                                  |

## 延伸

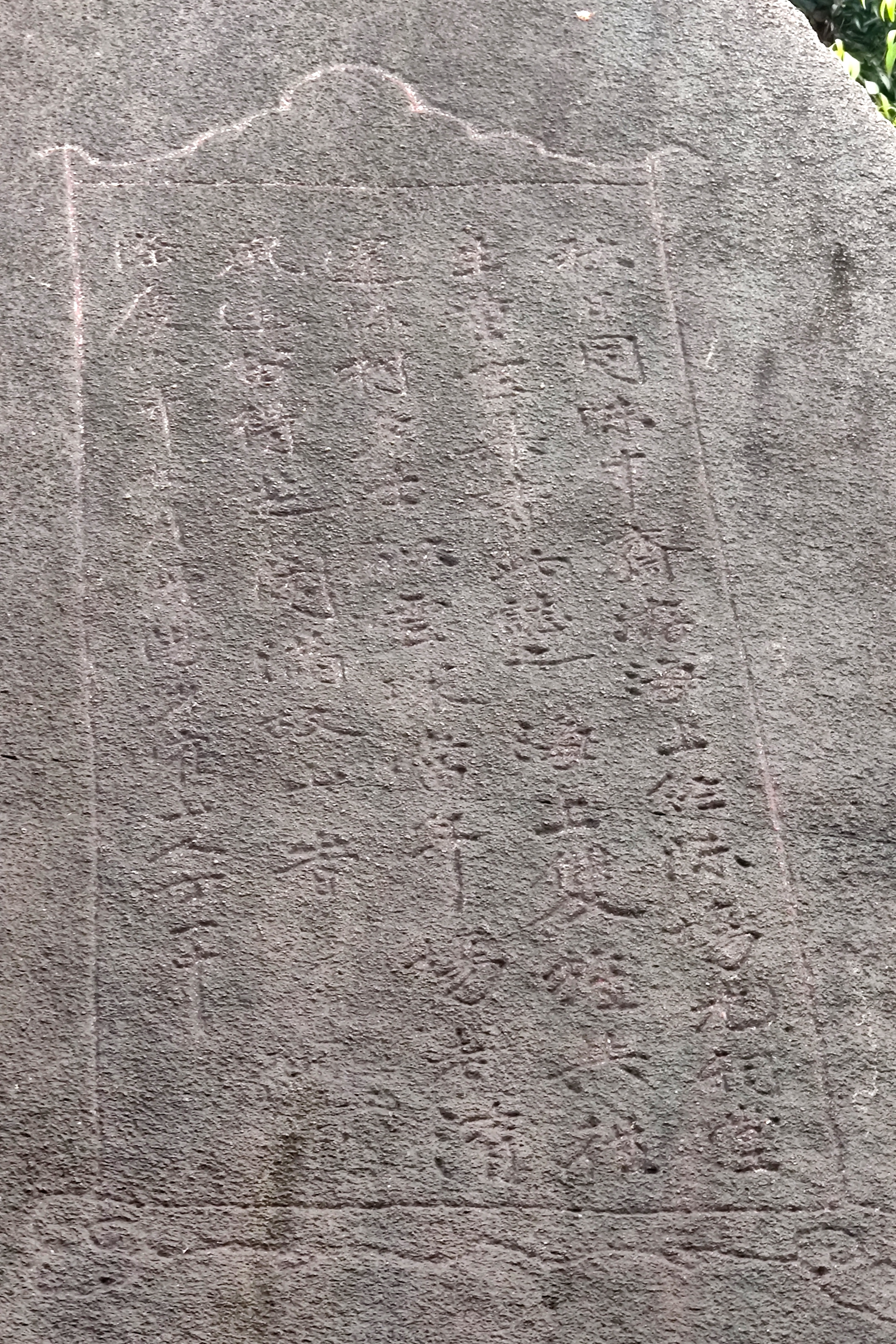
丁一中诗刻

### 丁一中诗刻
丁一中除两首五绝外，还留有一首七言绝句。这首诗被镌刻在洞室西北30米处石头上上镌有明隆庆六年（1572年）泉州府同知丁一中吟咏陈黯的行书直题七言绝句一首，字幅高1.55米，宽0.7米，诗云：
|  | 海上双旌共往还，陈村多士似云环。当年场老清风远，留得芝兰满故山。 |

## 现状

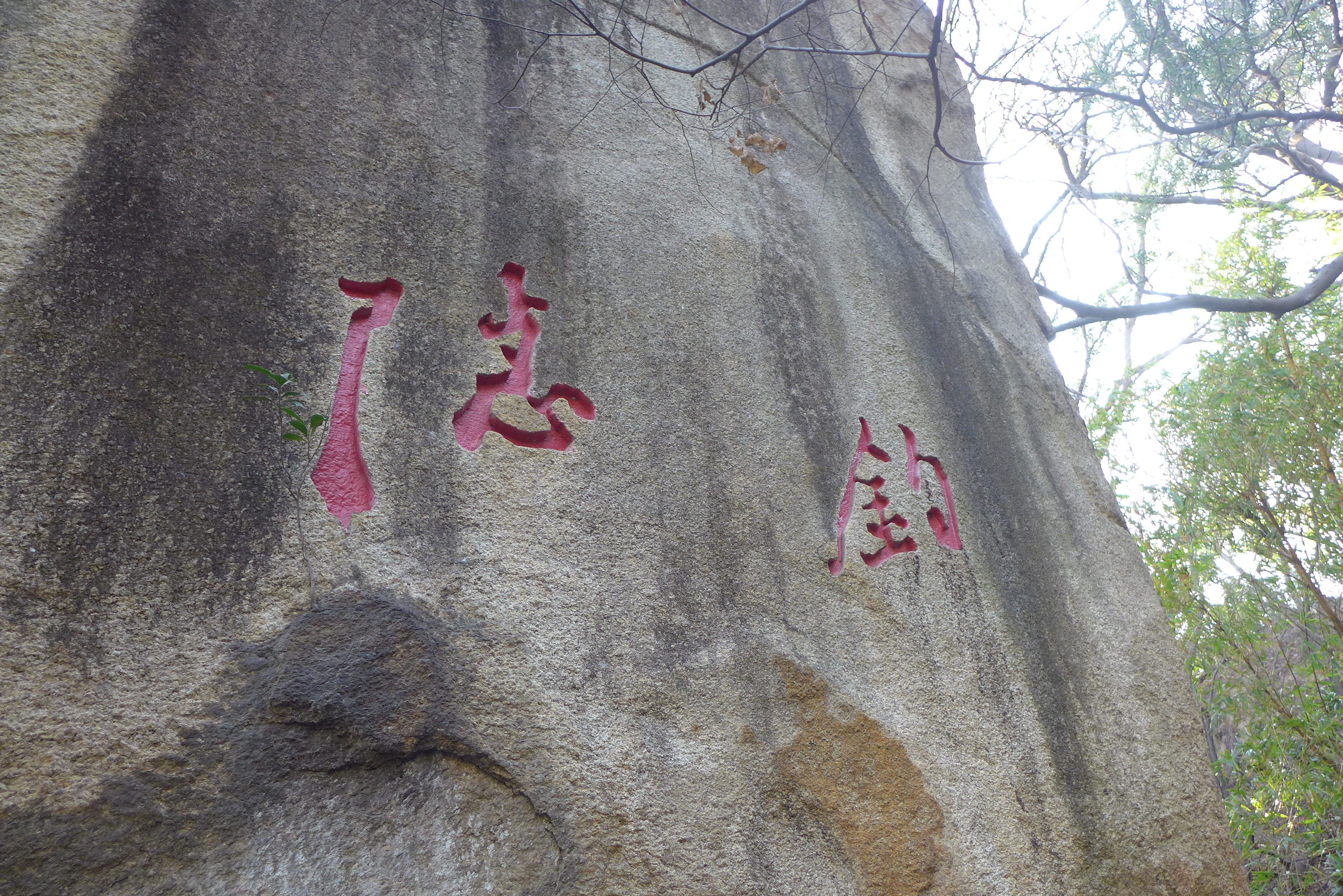
1995年，陈黯隐居石室洞口上方新镌刻“钓隐”二字

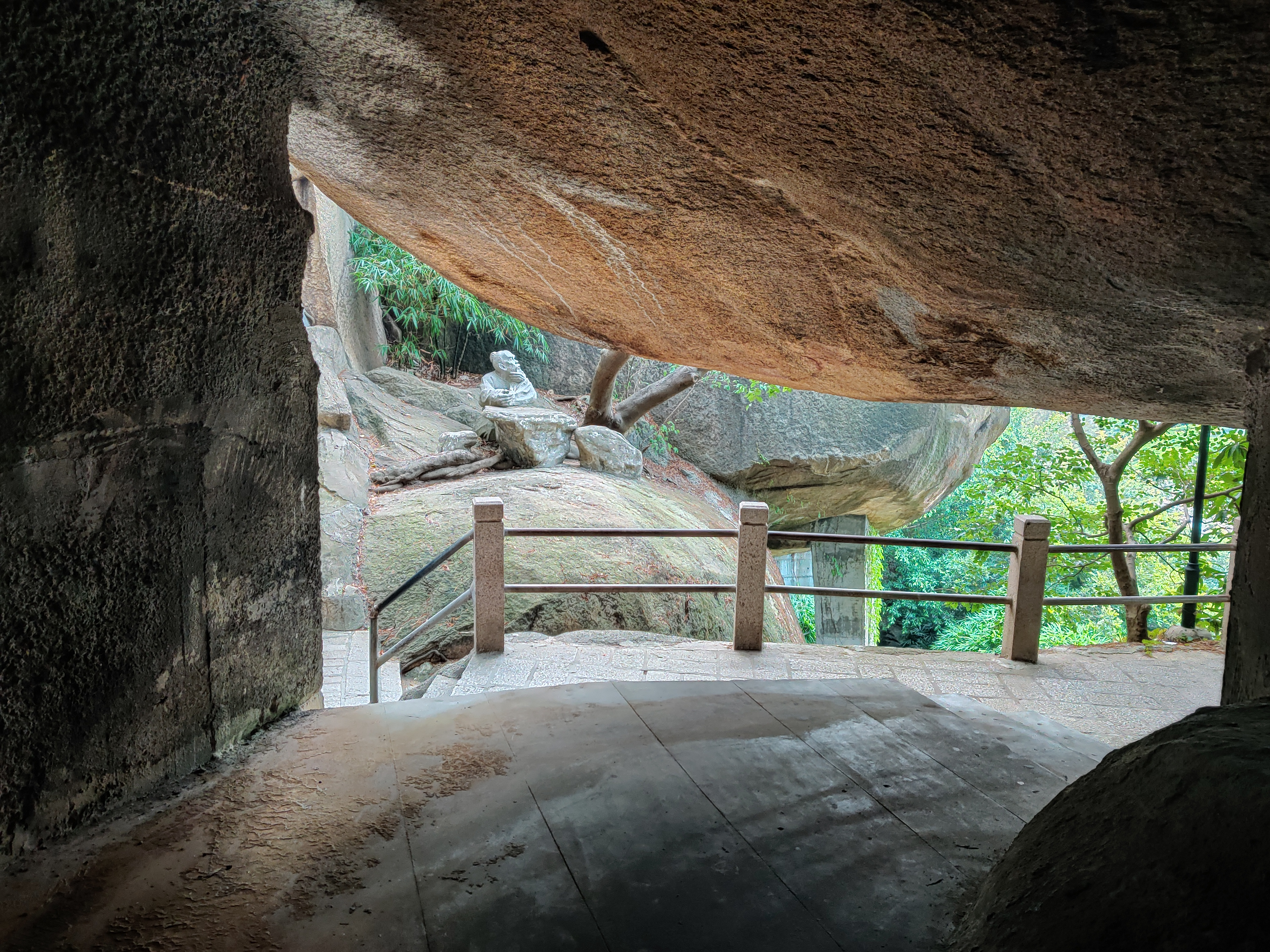
从石室内向外看，可见陈黯石雕坐像

1995年，厦门市政府拨款修葺，置陈黯石雕坐像，并在洞口巨石上镌刻“钓隐”2字。现遗址已成为金榜公园“海滨邹鲁”景点的一部分。

## 保护范围
由石室四至各端外延30米为界。